# 内藤もゆの
内藤 もゆの（ないとう もゆの、1996年5月4日 - ）は、日本の女優である。東京都出身。
小学校2年生のときからベリーベリープロダクションに所属していたが、2011年に退所。フリーの期間を経て、2020年1月末までタンバリンアーティスツに所属していた。

## 略歴
幼少期よりバレエとジャズダンスを習う。
2003年、小学1年生のときに音楽劇『赤毛のアン』で初舞台。以来、ミュージカルを中心に活動。2005年と2006年には『葉っぱのフレディ〜いのちの旅〜』で主演フレディ役を務める。
2017年7月、第22回新橋こいち祭ゆかた美人コンテストに参加し「新橋ねっと賞」を受賞。
2017年10月、「夢みるアドレセンス」の新メンバー候補になった
株式会社明治の「きのこの山・たけのこの里 国民総選挙2018」の企画で、2018年12月より2019年12月までたけのこの里公式アイドル「恋するたけのこ」として活動。
現在は、ユニバーサル・スタジオ・ジャパンのキャストとしても働いている。

## 出演

### 舞台・ミュージカル
- 音楽劇 赤毛のアン（2003年9月）
- kiddy2004・見えない扉（2004年4月）鷺澤菜月 役
- 葉っぱのフレディ〜いのちの旅〜（2005年8月 - 9月）主演・フレディ 役
- 葉っぱのフレディ〜いのちの旅〜（2006年7月 - 8月）主演・フレディ 役
- モリゾー&キッコロミュージカル『ドリーム』（2006年9月）主演・森田雪美 役
- モリゾー&キッコロミュージカル『あした』（2006年12月）主演・森田雪美 役
- ココ・スマイル5 〜明日へのロックンロール〜（2007年8月）倉田沙弓（さくら）役
- ココ・スマイル4 〜金星のステージ〜（2008年8月）九条まひる（まひる）役
- 森は生きている（2009年1月）リス4 役、民衆 役
- 森は生きている（2009年12月）7月 役、リス4 役
- MOTHER〜特攻の母 鳥濱トメ物語〜（2010年5月）森要子 役
- ココ・スマイル（2010年8月）田ノ浦奈津（ナツ） 役
- ミュージカル座『ひめゆり』（2014年7月）民衆・かず 役[10]
- ミュージカル座『野の花』（2014年10月）イーダ 役[11][5]
- ミュージカル座『アイ・ハヴ・ア・ドリーム』（2015年3月）プリシー 役[12]
- ミュージカル座『マリオネット』（2017年5月）[13]
- 千葉のジョニー（2018年2月 - 3月）[14]
- 天満月のネコ（2018年4月）ミヅキ 役[15]
- 爆走おとな小学生「こっちにおいで、ジョセフィーヌ」team Pluie（2018年5月23日 - 27日、新宿村LIVE）火向蘭奈 役[16]
- デコガン（2018年8月）主演・きゅんも 役[17][18]
- 麗しのダンスマスター（2018年10月）[19]
- Super Eccentric Girls「巫女ガール」（2019年2月）[20]
- ミュージカル『ジャンヌ, またの名を奇跡』（2019年5月 - 6月）[21]
- 第六回園田英樹演劇祭 ミュージカル『バックホーム』（2019年5月 - 6月）[22]
- 人間泥棒-元小泥棒の夢-（2021年12月）[23]
- オムニバスミュージカルショー『泡沫night』（2023年7月27日 - 30日）

### テレビドラマ
- こちら本池上署5（2005年6月13日、TBS）能代ナツキ（少女期）役
- 恋する日曜日　文學の唄「蒲団」（2005年10月2日、9日、BS-i）竹中雛子 役
- 水曜ミステリー9 子だくさん刑事（2006年6月21日、テレビ東京）川村陽子（少女期）役
- ケータイ少女〜恋の課外授業〜 ジャグリング編（2007年11月、CSファミリー劇場ほか）長谷川皆美 役
- 時代劇スペシャル 花の誇り（2008年12月20日、NHK総合）宗方三弥（少女期）役

### バラエティ
- ザ・シスターズ（2009年 - 2010年、エンタ!371）

### CM
- 永谷園、トッピー（2006年）
- セガトイズ、くるりんもっちー（2009年 - 2010年）

### ミュージックビデオ
- みるきーうぇい「保健室のベッドの中で」（2016年）[24]

### 映像作品
- モテ期の晩餐 内藤もゆの（2016年）
- モテ期の晩餐 内藤もゆの/LISA/美樹菜（2016年）

### 雑誌
- Sho→Boh Vol.10（2007年12月）表紙[25][26]
- Sho→Boh Vol.13（2008年6月）表紙[27]